# Carolina Sanín
Carolina Sanín (Bogotá, 28 de abril de 1973) es una escritora, columnista y docente colombiana. 
Ha publicado novelas, ensayos, cuentos. Sus relatos han aparecido en revistas y antologías en América Latina, Estados Unidos y España. Parte de su obra ha sido traducida al inglés y al italiano.
Fue profesora del SUNY Purchase College de la Universidad Estatal de Nueva York y de la Universidad de los Andes. Ha sido columnista del periódico El Espectador, la revista Semana, el portal VICE y en la revista Arcadia.  Ha colaborado con Cambio. También ha trabajado como traductora, entrevistadora de televisión en el programa Dominio Público de Canal Capital y actriz en la película Litigante del director Franco Lolli.

## Biografía

### Primeros años y educación
Sanín nació en Bogotá, Colombia. Creció en Bogotá, Medellín y Cartagena de Indias. Estudió Filosofía y Letras en la Universidad de los Andes en Bogotá y, en 2003, recibió un PhD en Literatura Española y Portuguesa de la Universidad de Yale. Allí trabajó con María Rosa Menocal y escribió una tesis sobre colecciones de cuentos medievales.

## Trayectoria profesional
Vivió en Barcelona siete años . Allí trabajó como traductora y lectora de varias casas editoriales. Fue profesora en el SUNY Purchase College entre 2005 y 2010, y luego en la Universidad de los Andes entre 2010 y 2016. También dio cursos en la Universidad Nacional de Colombia y la Universidad Tecnológica de Pereira. Actualmente da talleres de escritura creativa y cursos de literatura en asociación con la Librería Lerner de Bogotá.
Desde 2005, ha publicado tres novelas, un libro de cuentos, un libro de poesía, dos libros de humor, dos libros para niños, dos ensayos, un libro de género híbrido, una antología crítica y una antología de columnas de prensa.
En 2019, fue la protagonista de la película Litigante, de Franco Lolli, que abrió la Semana de la Crítica en Cannes. Por esta interpretación, Sanin recibió el premio a la mejor actriz del Festival Fine Arts de República Dominicana. En 2020 dirigió Dominio Público, un programa de monólogos y entrevistas transmitido por Canal Capital.
En 2022, Sanín denunció que la editorial mexicana Almadía, después de comprar y pagar los derechos de publicación en ése país de Somos luces abismales y de Tu cruz en el cielo desierto, canceló la publicación.

## Recepción e influencia
La obra de Sanín ha sido aclamada por algunos escritores y críticos. Su novela Los niños ha sido traducida al inglés y el italiano, y dos de sus más recientes libros, Somos Luces abismales y Tu cruz en el cielo desierto, serán publicados en inglés en el Reino Unido por la editorial Charco Press. Su libro para niños La gata sola fue incluido en el catálogo White Ravens de 2018.
Sus libros, sus lecturas públicas, su trabajo en periódicos, revistas y televisión, así como su actividad en redes sociales virtuales, la han hecho una más en el debate público colombiano. En 2018, apoyó abiertamente al candidato izquierdista a las elecciones presidenciales Gustavo Petro, que perdió contra el derechista Iván Duque. También ha escrito columnas de opinión sobre políticos colombianos como Antanas Mockus, Álvaro Uribe y Claudia López.

## Controversias

### Despido de la Universidad de los Andes
En 2016 fue expulsada de la Universidad de los Andes, donde trabajaba como docente, luego de haber criticado a las directivas de la universidad y, en particular, al rector Pablo Navas, porque, según su criterio, no actuaron frente a las agresiones de un grupo de estudiantes que ella consideraba le hacían acoso psicológico ("bullying") en redes sociales y a quienes acusó de promover una cultura de odio hacia las mujeres, minorías raciales y sexuales, entre otros, y los calificó como una "pandilla de neonazis". La universidad consideró que sí había actuado ante sus peticiones y la acusó de "impedir el desarrollo de las actividades académicas, afectar el buen nombre de la universidad, incurrir en faltas éticas, atentar contra los derechos de los estudiantes y atentar contra la convivencia de todos los miembros de la comunidad", debido a que la profesora hizo varios pronunciamientos públicos en contra de la cultura de la institución desde su cuenta de Facebook y en entrevistas radiales y discutió con estudiantes usando agresiones verbales en sus publicaciones. Sanín interpuso una acción de tutela por considerar que su despido era una vulneración de la libertad de expresión, al libre desarrollo de la personalidad, el principio de igualdad y el derecho al debido proceso. En enero de 2017, un juez falló a su favor, ordenando su reincorporación; sin embargo, la profesora renunció. En marzo de 2017, un juez revocó el fallo en segunda instancia, dándole la razón a la Universidad, por lo que el caso llegó a la Corte Constitucional. En enero de 2021, la Corte no le dio la razón a Sanín, aduciendo que su derecho a la libertad de expresión no había sido vulnerado. Sanín interpuso un recurso de nulidad que le fue negado y no fue estudiado de fondo por haber sido presentado de manera extemporánea.

### Opiniones sobre la transexualidad
Sus opiniones y artículos sobre la transexualidad han sido motivo de críticas y controversias, motivo por el cual diversos medios hablaron de la autora como una feminista radical trans-excluyente.
La polémica se desató después de que la escritora publicara, en junio de 2017, una columna de opinión en el canal de noticias digital Vice titulada «El mundo sin mujeres», acerca de las identidades trans y de la naturaleza de la opresión contra las mujeres basada en el sexo en la que suscribió posiciones feministas radicales y donde cuestiona la imagen de un hombre embarazado y las parejas de hombres que tienen hijos a través del alquiler de vientres. La escritora manifestó: «El caso del 'hombre embarazado' me preocupa políticamente: me parece la patencia de un catastrófico estado deseado desde hace mucho tiempo: el del mundo feliz sin mujeres». Sin embargo,  manifiesta en su columna, que respeta las identidades LGBTI y la transformación del cuerpo: «Yo defiendo la equidad entre todas las personas, defiendo los derechos de los homosexuales, incluido el de adoptar hijos, defiendo el derecho a transformar el propio cuerpo y reformular la identidad propia».
La periodista y feminista Catalina Ruiz-Navarro, en su columna del diario El Espectador, calificó las afirmaciones de Sanín como «peligrosas». Recordó la violencia y estigmatización que ha recibido la comunidad Trans a lo largo de la historia y agregó: «No porque Sanín diga en su columna que 'defiende los derechos de los homosexuales' quiere decir que, de hecho, lo haga, y menos cuando su columna puede prestarse para legitimar y reforzar la discriminación». Ante la polémica el portal VICE publicó un artículo donde tres feministas y activistas trans controvertían el escrito de Sanín. En el escrito, Matilda González afirma: «No es clara la relación causal entre el embarazo de un hombre y creer que el mundo va a estar mejor sin las mujeres. No entiendo por qué ver a un hombre trans feliz de estar embarazado amenaza la existencia de las mujeres». Vice también publicó un editorial celebrando que existan posiciones contrarias que se puedan discutir.
En noviembre de 2020, Sanín hizo nuevas afirmaciones al respecto que causaron controversia. En su cuenta de Twitter afirmó que los trasplantes de útero a hombres buscan exterminar a las mujeres. Sostuvo que «Dentro de no mucho tiempo, tan pronto como perfeccionen los trasplantes de útero a hombres, organizarán el exterminio de las mujeres (hembras humanas, es decir, nacidas con vagina y útero). Es el próximo holocausto. Lo sé con certeza y me vale verga que me digan loca».
En agosto de 2021, la escritora manifestó en su cuenta de Twitter que, después de dichas controversias, sus contradictores han promovido una supuesta cultura de la cancelación a su obra y que ha sido víctima de acoso psicológico («bullying») por medio de la manipulación de algoritmos de internet y que la entrada con su nombre en Wikipedia es constantemente alterada en su contra. En noviembre de 2022 Sanín afirmó que recibió una comunicación de la editorial mexicana Almadía, que había adquirido los derechos de publicación de dos de sus libros para México, notificándole que no los publicará, según dijo la autora: «debido a mis cuestionamientos a la política identitaria», aclarando que los libros no tratan dicho tema. Sanín recibió tanto voces de respaldo como de rechazo ante la mencionada comunicación.

## Obra

### Novelas
- 2005: Todo en otra parte.
- 2014: Los niños.
- 2020: Tu cruz en el cielo desierto.

### Relatos
- 2010: Ponqué y otros cuentos.

### Ensayo
- 2009: Alfonso X.
- 2019: El ojo de la casa.

### Poesía
- 2021: Nueve noches para la Navidad

### Género híbrido
- 2018: Somos luces abismales
- 2020: Tu cruz en el cielo desierto.[57]
- 2021: El sol

### Humor
- 2013: Yosoyu.
- 2017: Alto rendimiento.

### Antologías
- 2015: Pasajes de Fernando González.
- 2020: Pasar fijándose.

### Libros para niños
- 2010: Dalia.
- 2018: La gata sola.
- 2025: La Mayor.

## Filmografía
| Año  | Título                        | Rol                       | Notas |
| ---- | ----------------------------- | ------------------------- | ----- |
| 2019 | Litigante                     | Silvia Paz                |       |
| 2021 | Mesa Capital: Dominio Público | Ella misma (presentadora) |       |